# Scaphisoma
Genre
Scaphisoma (parfois aussi orthographié Scaphosoma) est un genre de coléoptères de la famille des Staphylinidae et de la sous-famille des Scaphidiinae. L'espèce type est Scaphisoma agaricinum (Linnaeus, 1758) (de protonyme Silpha agaricina Linnaeus, 1758).

## Liste d'espèces

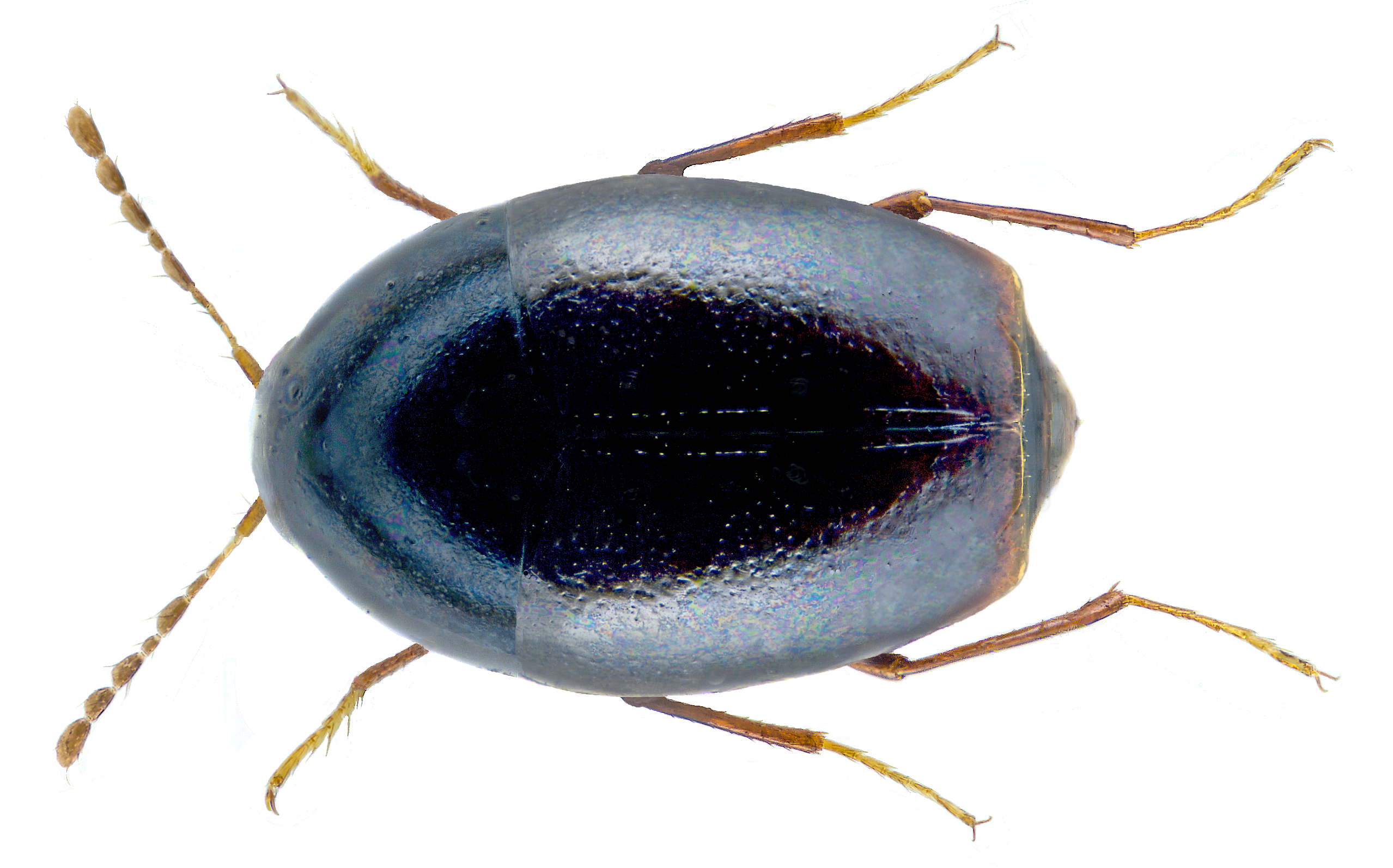
Scaphisoma agaricinum (Linnaeus, 1758), l'espèce type du genre.

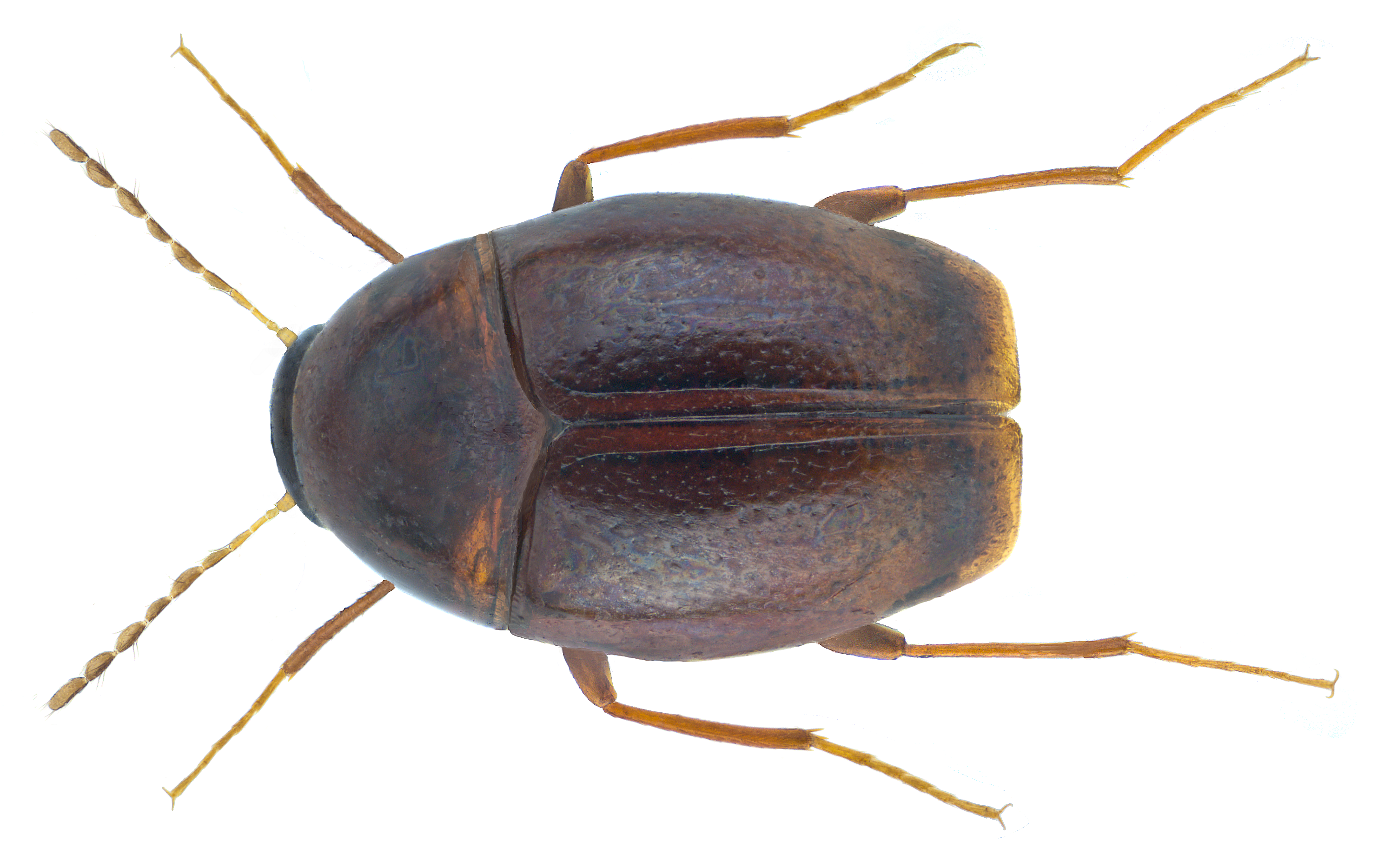
Scaphisoma boleti (Panzer, 1793).

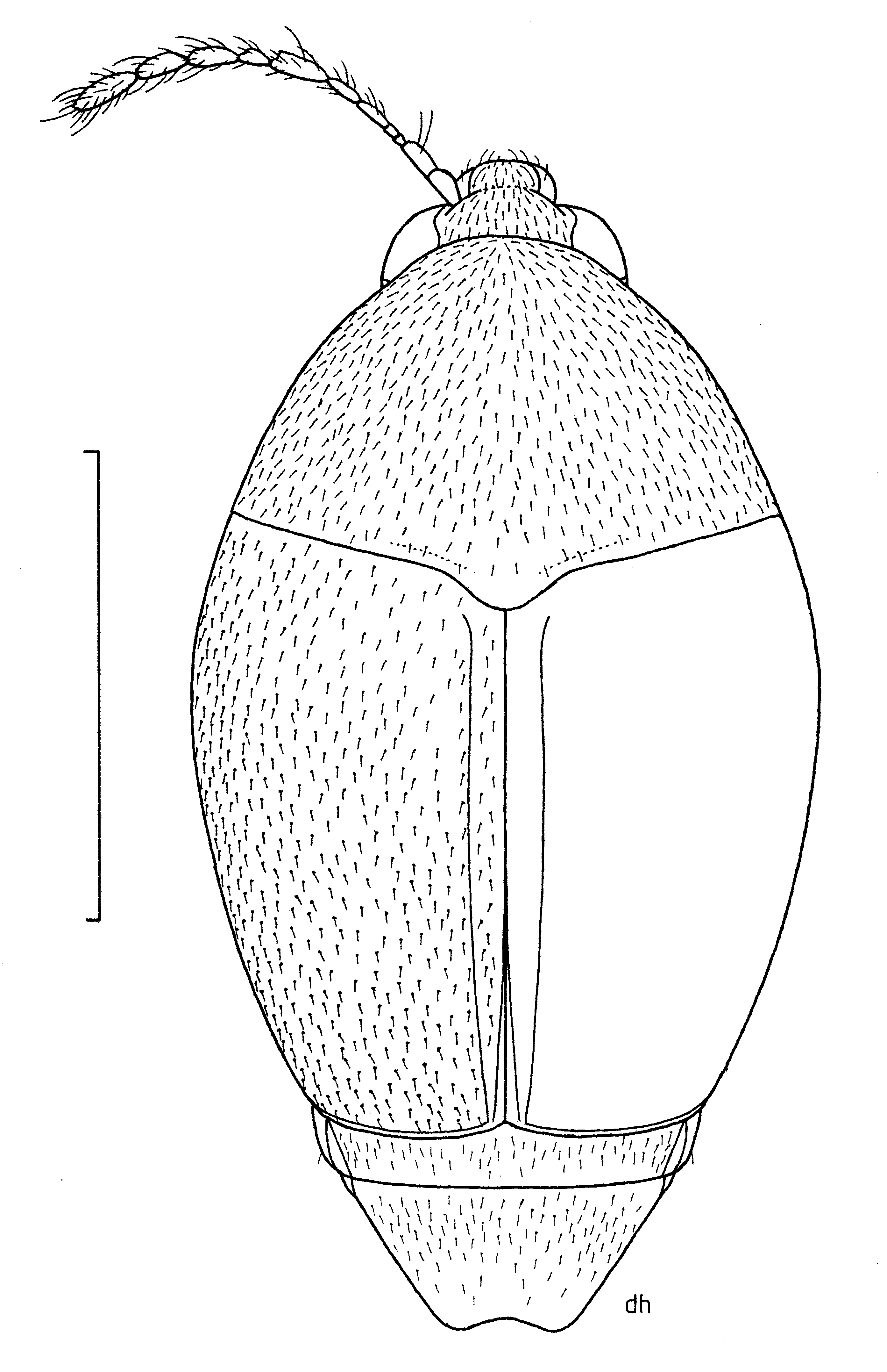
Scaphisoma corcyricum Löbl, 1964.

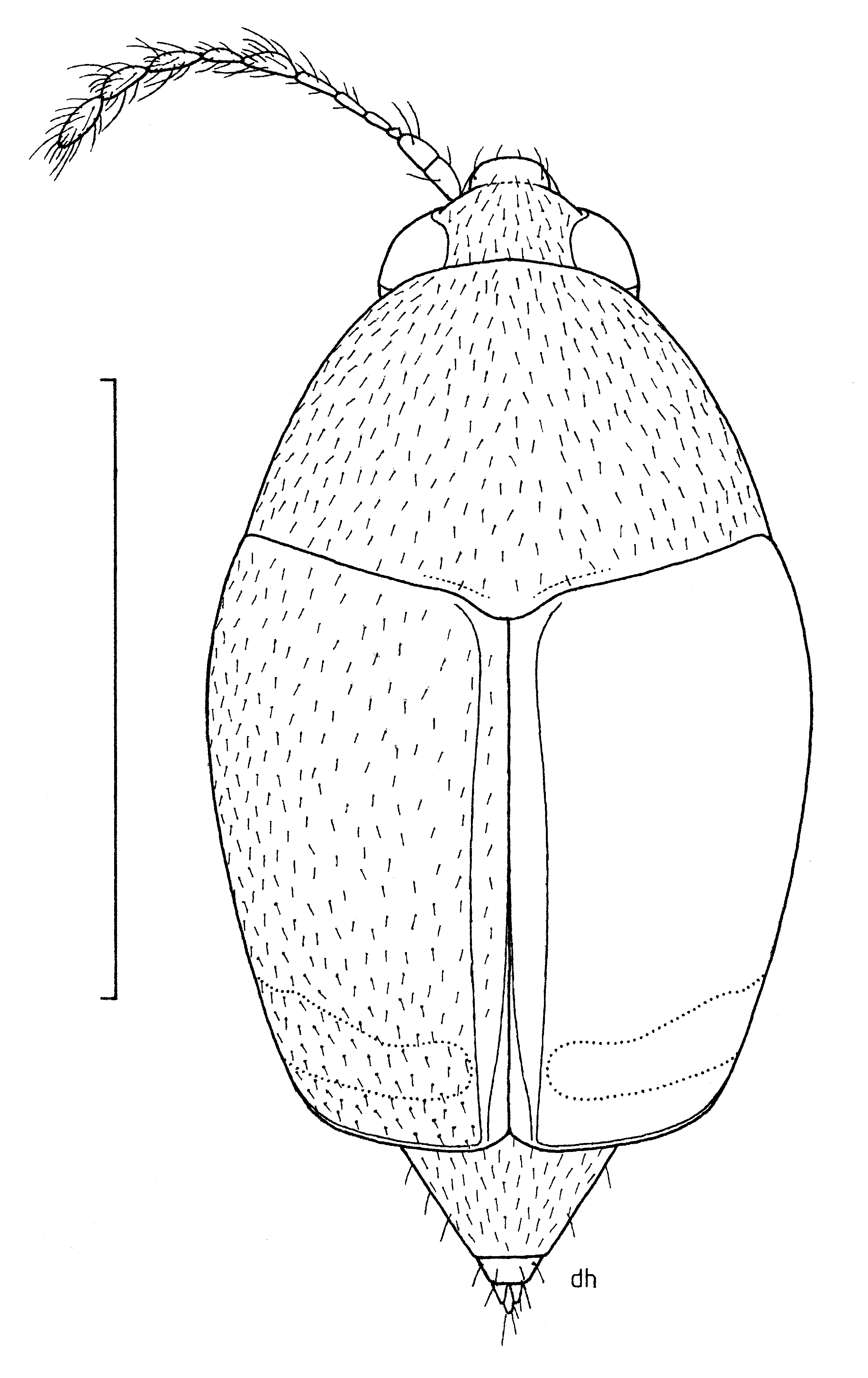
Scaphisoma funereum Löbl, 1977.

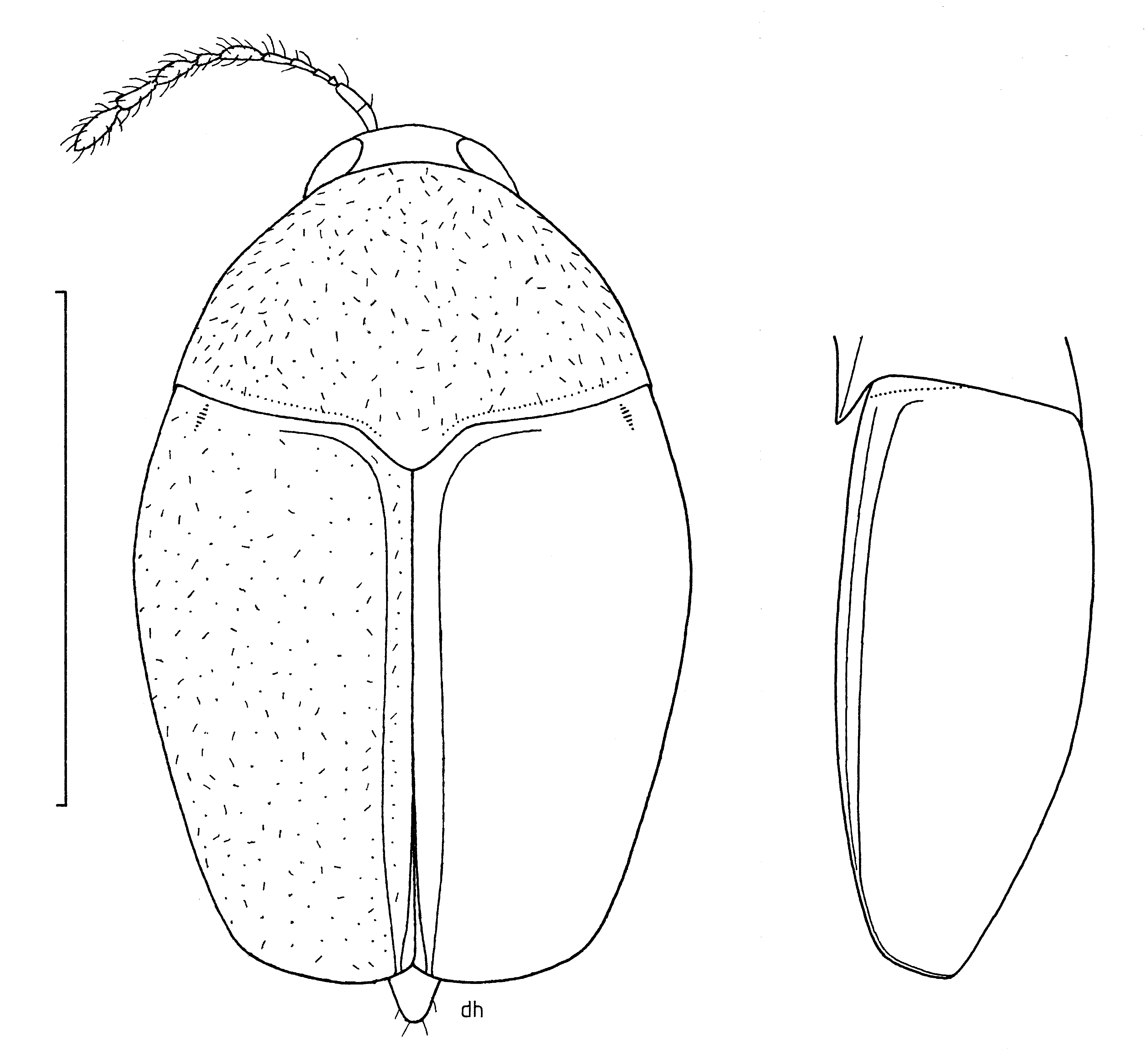
Scaphisoma hanseni Löbl & Leschen, 2003.

Au 9 mars 2020, GBIF liste plus de 730 espèces dans le genre Scaphisoma, auxquelles s'ajoutent encore une trentaine d'espèces décrites en 2019. Cela donne un total de 762 espèces, dont 525 ont été décrites ou co-décrites par Ivan Löbl et une centaine par Maurice Pic :
- Scaphisoma ablutum Löbl, 2015
- Scaphisoma absurdum Löbl, 1986
- Scaphisoma acclinum Löbl, 2019
- Scaphisoma acclivum Löbl, 2000
- Scaphisoma achardianum (Scott, 1922)
- Scaphisoma aciculare Löbl, 2000
- Scaphisoma aciculatum Löbl, 2019
- Scaphisoma activum Löbl, 2015
- Scaphisoma acutatum Löbl, 2015
- Scaphisoma acuticauda Fairmaire, 1898
- Scaphisoma acutulum Löbl & Ogawa, 2016
- Scaphisoma acutum Löbl, 2015
- Scaphisoma adivasis Löbl, 2012
- Scaphisoma adjacens Löbl, 1992
- Scaphisoma adjunctum Löbl, 2015
- Scaphisoma adnexum Löbl, 1972
- Scaphisoma adscitum Löbl, 2015
- Scaphisoma adustum Löbl, 1980
- Scaphisoma aemulum Löbl, 1973
- Scaphisoma aequatum Löbl, 1977
- Scaphisoma aequum Löbl, 2015
- Scaphisoma aereum Löbl, 2015
- Scaphisoma affabile Löbl, 2015
- Scaphisoma affectum Löbl, 2015
- Scaphisoma agaricinum (Linnaeus, 1758)
- Scaphisoma agile Löbl, 1990
- Scaphisoma alacre Löbl, 1992
- Scaphisoma albertisi Reitter, 1881
- Scaphisoma alienum Löbl, 1977
- Scaphisoma alluaudi (Achard, 1920)
- Scaphisoma alternans Löbl, 1973
- Scaphisoma alticola Löbl & Ogawa, 2016
- Scaphisoma alutaceum (Achard, 1920)
- Scaphisoma amabile Löbl, 1984
- Scaphisoma americanum (Löbl, 1987)
- Scaphisoma anale Motschulsky, 1863
- Scaphisoma ancora Löbl, 2018
- Scaphisoma anderssoni Löbl, 1971
- Scaphisoma angulare Löbl, 2015
- Scaphisoma angulatum Löbl, 1975
- Scaphisoma angulosum Löbl & Ogawa, 2016
- Scaphisoma animatum Löbl, 2015
- Scaphisoma annamitum (Pic, 1923)
- Scaphisoma anomalum Löbl, 1972
- Scaphisoma antennarum Löbl, 2015
- Scaphisoma antennatum (Achard, 1920)
- Scaphisoma antongiliense (Achard, 1920)
- Scaphisoma apertum Löbl, 2000
- Scaphisoma apicale Horn, 1894
- Scaphisoma apicefasciatum (Reitter, 1908)
- Scaphisoma apicenigrum (Pic, 1928)
- Scaphisoma apicerubrum Oberthür, 1883
- Scaphisoma apomontanum Löbl & Ogawa, 2016
- Scaphisoma apomontium Löbl & Ogawa, 2016
- Scaphisoma apparatum Löbl, 2015
- Scaphisoma approximatum Löbl, 2015
- Scaphisoma apterum Löbl, 2014
- Scaphisoma arambourgi (Pic, 1946)
- Scaphisoma argutum Löbl, 1986
- Scaphisoma armatum Löbl, 1986
- Scaphisoma aspectum Löbl, 2015
- Scaphisoma asper Löbl, 1980
- Scaphisoma assimile Erichson, 1845
- Scaphisoma atomarium Fairmaire, 1898
- Scaphisoma atrofasciatum (Pic, 1928)
- Scaphisoma atronotatum (Pic, 1920)
- Scaphisoma atrosignatum (Pic, 1955)
- Scaphisoma atrox Löbl, 1981
- Scaphisoma audax Löbl, 1975
- Scaphisoma aurorae Löbl, 1992
- Scaphisoma aurun Löbl, 1979
- Scaphisoma austerum Löbl, 1965
- Scaphisoma australicum Löbl, 1977
- Scaphisoma avitum Löbl, 2019
- Scaphisoma bacchusi Löbl, 1975
- Scaphisoma balcanicum (Tamanini, 1954)
- Scaphisoma baloghi Löbl, 1975
- Scaphisoma baloo Löbl, 1992
- Scaphisoma balteatum A. Matthews, 1888
- Scaphisoma bancoense (Pic, 1948)
- Scaphisoma banguiense Löbl, 1972
- Scaphisoma basale Löbl, 1977
- Scaphisoma basilewskyi (Pic, 1955)
- Scaphisoma basipenne (Pic, 1930)
- Scaphisoma bayau Löbl, 1979
- Scaphisoma beccarii Löbl, 1975
- Scaphisoma bedeli (Achard, 1920)
- Scaphisoma bellax Löbl, 1980
- Scaphisoma besucheti Löbl, 1971
- Scaphisoma bhareko Löbl, 1992
- Scaphisoma bicinctum Löbl, 1977
- Scaphisoma bicinta (Zayas, 1988)
- Scaphisoma bicolor Löbl & Ogawa, 2016
- Scaphisoma bicoloratum Löbl, 1977
- Scaphisoma bicoloripenne Löbl & Ogawa, 2016
- Scaphisoma bicuspidatum Löbl & Ogawa, 2016
- Scaphisoma bifasciatum Reitter, 1881
- Scaphisoma bilimeki Reitter, 1880
- Scaphisoma biliranense Löbl, 1972
- Scaphisoma bilobum Löbl & Ogawa, 2016
- Scaphisoma binaluanum (Pic, 1947)
- Scaphisoma binhanum (Pic, 1922)
- Scaphisoma binotatum (Achard, 1915)
- Scaphisoma biplagiatum (Heller, 1917)
- Scaphisoma birmanicum (Pic, 1921)
- Scaphisoma biroi (Pic, 1956)
- Scaphisoma bisinuosum Löbl, 2019
- Scaphisoma bispinosum Löbl, 1990
- Scaphisoma blandum Löbl, 1975
- Scaphisoma blefusca Löbl & Ogawa, 2016
- Scaphisoma boettcheri (Pic, 1947)
- Scaphisoma boleti (Panzer, 1793)
- Scaphisoma bolmarum Löbl & Ogawa, 2016
- Scaphisoma bonariense (Achard, 1920)
- Scaphisoma boreale (Lundblad, 1952)
- Scaphisoma borneense (Pic, 1916)
- Scaphisoma bourbonense Löbl, 1977
- Scaphisoma breuili (Pic, 1946)
- Scaphisoma breve A. Matthews, 1888
- Scaphisoma breviatum Löbl & Ogawa, 2016
- Scaphisoma brevicorne (Reitter, 1908)
- Scaphisoma brittoni Löbl, 1977
- Scaphisoma bruchi (Pic, 1928)
- Scaphisoma brunneipenne (Pic, 1916)
- Scaphisoma brunneonotatum (Pic, 1923)
- Scaphisoma budemuense Löbl, 1975
- Scaphisoma bugi Löbl, 1983
- Scaphisoma bugiamapi (Prokofiev, 2013)
- Scaphisoma canaliculatum Löbl, 1990
- Scaphisoma cantrelli Löbl, 1977
- Scaphisoma carinatum Löbl, 2018
- Scaphisoma carolinae Casey, 1893
- Scaphisoma casiguran Löbl & Ogawa, 2016
- Scaphisoma castaneipenne Reitter, 1877
- Scaphisoma caudatoides Löbl & Ogawa, 2016
- Scaphisoma caudatum Löbl, 1975
- Scaphisoma cederholmi Löbl, 1971
- Scaphisoma centripunctulum Löbl & Ogawa, 2016
- Scaphisoma centronotatum (Pic, 1926)
- Scaphisoma cernense (Vinson, 1943)
- Scaphisoma championi Löbl, 1981
- Scaphisoma chujoi Löbl, 1982
- Scaphisoma cippum Löbl, 1980
- Scaphisoma clavigerum Löbl, 1992
- Scaphisoma coalitum Löbl, 1992
- Scaphisoma coarctatum Löbl, 1976
- Scaphisoma coeruleum Löbl, 2003
- Scaphisoma colasi Löbl, 1965
- Scaphisoma collarti (Löbl, 1970)
- Scaphisoma commune Löbl, 1997
- Scaphisoma compactum Löbl & Ogawa, 2016
- Scaphisoma complicans Löbl, 1982
- Scaphisoma concolor Löbl, 1981
- Scaphisoma conflictum Löbl & Ogawa, 2016
- Scaphisoma conforme Löbl, 1980
- Scaphisoma confrater Löbl, 1981
- Scaphisoma confusum Löbl & Ogawa, 2016
- Scaphisoma congoanum (Pic, 1928)
- Scaphisoma consimile Löbl, 1973
- Scaphisoma conspicuum Löbl, 1982
- Scaphisoma convexum Say, 1825
- Scaphisoma corbetti Löbl, 1986
- Scaphisoma corcyricum Löbl, 1964
- Scaphisoma corneum Löbl, 2019
- Scaphisoma cortesaguilari Fierros-López, 2006
- Scaphisoma crassipes (Achard, 1923)
- Scaphisoma cribripenne (Pic, 1923)
- Scaphisoma cribrosum (Pic, 1928)
- Scaphisoma cruciatum (Champion, 1927)
- Scaphisoma cubense Reitter, 1880
- Scaphisoma cursor Löbl, 1975
- Scaphisoma curtipenne (Pic, 1916)
- Scaphisoma cuspidatum Löbl, 1990
- Scaphisoma cuyunon Löbl & Ogawa, 2016
- Scaphisoma dakotanum Fall, 1910
- Scaphisoma danielae Löbl, 1982
- Scaphisoma dayak Löbl, 1982
- Scaphisoma debile Löbl, 1980
- Scaphisoma decorsei (Pic, 1948)
- Scaphisoma decorum Löbl, 1977
- Scaphisoma deharvengi Löbl & Ogawa, 2016
- Scaphisoma delamarei (Pic, 1948)
- Scaphisoma delictum Löbl, 1981
- Scaphisoma densepunctatum Löbl & Ogawa, 2016
- Scaphisoma dentipenne Löbl, 1971
- Scaphisoma desertorum Casey, 1893
- Scaphisoma detestabile Löbl, 2019
- Scaphisoma diabolum Löbl, 1986
- Scaphisoma diaphanum Löbl, 1973
- Scaphisoma digitale Löbl, 2001
- Scaphisoma dilatatum Löbl, 2003
- Scaphisoma diqingtibetanum Löbl, 2019
- Scaphisoma discolor Löbl, 1977
- Scaphisoma discretum Löbl, 1986
- Scaphisoma dispar Löbl, 1970
- Scaphisoma disparides Löbl & Ogawa, 2016
- Scaphisoma dissimile Löbl, 1975
- Scaphisoma dissymmetricum Löbl & Ogawa, 2016
- Scaphisoma distans Löbl, 1977
- Scaphisoma distinctoides Löbl & Ogawa, 2017
- Scaphisoma distinguendum Oberthür, 1883
- Scaphisoma diversicorne Löbl, 2003
- Scaphisoma diversum Löbl & Ogawa, 2016
- Scaphisoma dives Löbl, 1990
- Scaphisoma dohertyi (Pic, 1915)
- Scaphisoma dumosum Löbl, 2000
- Scaphisoma duplex Löbl & Ogawa, 2016
- Scaphisoma duplicatum Löbl, 1972
- Scaphisoma duryi Leng & Mutchler, 1927
- Scaphisoma dusunum Löbl, 1987
- Scaphisoma dybasi Löbl, 1981
- Scaphisoma echinatum Löbl, 1986
- Scaphisoma edentatum Löbl, 2012
- Scaphisoma egenum Löbl, 1990
- Scaphisoma egregium Löbl, 1971
- Scaphisoma elgonense (Pic, 1946)
- Scaphisoma elongatum Waterhouse, 1879
- Scaphisoma elpis Löbl & Ogawa, 2016
- Scaphisoma emeicum Löbl, 2000
- Scaphisoma endroedyi Löbl, 1986
- Scaphisoma erichsoni (A. Matthews, 1888)
- Scaphisoma erythraeum (Pic, 1933)
- Scaphisoma excellens Löbl, 1981
- Scaphisoma exiguum (Casey, 1900)
- Scaphisoma eximium Löbl, 1969
- Scaphisoma expandum Löbl, 2011
- Scaphisoma falciferum Löbl, 1986
- Scaphisoma fastum Löbl, 1990
- Scaphisoma fatuum Löbl, 1992
- Scaphisoma favens Löbl, 1990
- Scaphisoma feai (Löbl, 1970)
- Scaphisoma fenestratum Löbl, 2003
- Scaphisoma fernshawense Blackburn, 1903
- Scaphisoma festivum Löbl, 1975
- Scaphisoma fibrosum Löbl, 2000
- Scaphisoma fijianum Löbl, 1977
- Scaphisoma fikaceki Löbl, 2019
- Scaphisoma filium Löbl, 1973
- Scaphisoma flagellulum Prokofiev, 2013
- Scaphisoma flavapex (Achard, 1921)
- Scaphisoma flavescens (Casey, 1900)
- Scaphisoma flavofasciatum Löbl, 1986
- Scaphisoma flavolineatum Löbl, 2018
- Scaphisoma flavonotatum (Pic, 1905)
- Scaphisoma flexuosum Löbl, 1986
- Scaphisoma forcipatum (Champion, 1927)
- Scaphisoma foveatum Löbl, 1987
- Scaphisoma franzi Löbl, 1973
- Scaphisoma fratellum Löbl, 1992
- Scaphisoma frater Löbl, 1977
- Scaphisoma fraterculum Löbl, 1986
- Scaphisoma frontale Löbl, 2003
- Scaphisoma fulcratum Löbl, 1992
- Scaphisoma funebre Löbl, 1981
- Scaphisoma funereum Löbl, 1977
- Scaphisoma funiculatum Löbl, 1980
- Scaphisoma furcatum Löbl & Ogawa, 2016
- Scaphisoma furcigerum Löbl & Ogawa, 2016
- Scaphisoma furcillatum Löbl & Ogawa, 2016
- Scaphisoma fuscum Löbl, 1975
- Scaphisoma gallienii (Pic, 1920)
- Scaphisoma galloisi (Achard, 1923)
- Scaphisoma garomontium Löbl, 1986
- Scaphisoma geminatum Löbl, 1986
- Scaphisoma gentile Löbl, 1982
- Scaphisoma germanni Löbl, 2012
- Scaphisoma gestroi Reitter, 1881
- Scaphisoma glabrellum Löbl & Ogawa, 2016
- Scaphisoma glabripenne Löbl, 1977
- Scaphisoma gomyi Löbl, 1977
- Scaphisoma goudoti (Achard, 1920)
- Scaphisoma gracile Heer, 1862
- Scaphisoma gracilendum Löbl, 1990
- Scaphisoma gracilicorne (Achard, 1920)
- Scaphisoma grande (Pic, 1920)
- Scaphisoma grouvellei (Achard, 1920)
- Scaphisoma guatemalense A. Matthews, 1888
- Scaphisoma hadrops Löbl, 1965
- Scaphisoma haemorrhoidale Reitter, 1877
- Scaphisoma hainanense Löbl, 2019
- Scaphisoma hajeki Löbl, 2012
- Scaphisoma hamatum Löbl & Ogawa, 2016
- Scaphisoma hanseni Löbl & Leschen, 2003
- Scaphisoma hapiroense Löbl, 1968
- Scaphisoma hastatum Löbl, 1977
- Scaphisoma hawkeswoodi Prokofiev, 2013
- Scaphisoma heishuiense Löbl, 2000
- Scaphisoma heissi Löbl, 1982
- Scaphisoma helferi (Pic, 1930)
- Scaphisoma hexameroides Löbl & Ogawa, 2016
- Scaphisoma hexamerum Löbl & Ogawa, 2016
- Scaphisoma hiekei Löbl, 1972
- Scaphisoma hisamatsui Löbl, 1982
- Scaphisoma hospitator Löbl, 2004
- Scaphisoma hulai Löbl, 2018
- Scaphisoma humerosum Reitter, 1880
- Scaphisoma hybridum Boheman, 1851
- Scaphisoma idaanum Löbl, 1987
- Scaphisoma ilonggo Löbl & Ogawa, 2016
- Scaphisoma imitator Löbl, 1986
- Scaphisoma immodicum Löbl, 1986
- Scaphisoma immundum Reitter, 1880
- Scaphisoma impar Löbl, 1971
- Scaphisoma impolitum Löbl, 1986
- Scaphisoma impressipenne (Pic, 1947)
- Scaphisoma impunctatum Reitter, 1880
- Scaphisoma imuganense Löbl, 1972
- Scaphisoma inaequale Löbl, 1977
- Scaphisoma incertum (Pic, 1954)
- Scaphisoma incisum Löbl, 2000
- Scaphisoma incomptum Löbl, 1976
- Scaphisoma inconspicuum Casey, 1893
- Scaphisoma inconventum Löbl & Ogawa, 2016
- Scaphisoma incurvum Löbl, 1990
- Scaphisoma indistinctum Pic, 1928
- Scaphisoma indra Löbl, 1986
- Scaphisoma indubium Löbl, 1965
- Scaphisoma indutum Löbl, 1977
- Scaphisoma ineptum Löbl, 1987
- Scaphisoma inexspectatum Löbl & Ogawa, 2016
- Scaphisoma infirmum Löbl, 2003
- Scaphisoma inflexum Löbl & Ogawa, 2016
- Scaphisoma inhospitale Löbl, 1990
- Scaphisoma innotatum (Pic, 1926)
- Scaphisoma inopinatum Löbl, 1967
- Scaphisoma inopportunum Löbl & Ogawa, 2016
- Scaphisoma inornatum Löbl, 1975
- Scaphisoma inquietum Löbl, 1992
- Scaphisoma instabile Lea, 1926
- Scaphisoma insulanum Löbl, 1982
- Scaphisoma insulare (Vinson, 1943)
- Scaphisoma interjectum Löbl, 1992
- Scaphisoma invalidum Löbl, 1992
- Scaphisoma invertum Löbl, 2000
- Scaphisoma invisum Löbl, 1990
- Scaphisoma iridescens Löbl & Ogawa, 2016
- Scaphisoma irideum Löbl, 2012
- Scaphisoma iriomotense Löbl, 1977
- Scaphisoma irregulare Löbl, 1975
- Scaphisoma irruptum Löbl, 2000
- Scaphisoma italicum (Tamanini, 1955)
- Scaphisoma jaccoudi Löbl, 1975
- Scaphisoma jacobsoni Löbl, 1975
- Scaphisoma jado Löbl, 1992
- Scaphisoma jaliscanum Fierros-López, 2006
- Scaphisoma janczyki Löbl, 1965
- Scaphisoma jankodadai Löbl & Ogawa, 2016
- Scaphisoma japonicum Löbl, 1965
- Scaphisoma javanum Löbl, 1979
- Scaphisoma jeanneli (Pic, 1946)
- Scaphisoma jelineki Löbl, 1965
- Scaphisoma jirihajeki Löbl, 2019
- Scaphisoma joachimschmidti Löbl, 2005
- Scaphisoma jocosum Oberthür, 1883
- Scaphisoma kalabitum Löbl, 1987
- Scaphisoma kali Löbl, 1979
- Scaphisoma kanchi Löbl, 1992
- Scaphisoma karen Löbl, 1990
- Scaphisoma kashmirense (Achard, 1920)
- Scaphisoma kaszabianum Löbl, 1986
- Scaphisoma katantanum (Pic, 1928)
- Scaphisoma katinganum Löbl, 1987
- Scaphisoma kenyanum (Pic, 1946)
- Scaphisoma khao Löbl, 1990
- Scaphisoma khasianum Löbl, 1986
- Scaphisoma khmer Löbl, 2001
- Scaphisoma kibuyense (Pic, 1955)
- Scaphisoma kinabaluum Löbl, 1987
- Scaphisoma klapperichi Löbl, 1980
- Scaphisoma kodadai Löbl & Ogawa, 2016
- Scaphisoma kubani Löbl, 2019
- Scaphisoma kuscheli Löbl, 1980
- Scaphisoma kuschelianum Löbl, 1981
- Scaphisoma lacustre (Casey, 1900)
- Scaphisoma laetum A. Matthews, 1888
- Scaphisoma laevigatum Löbl, 1970
- Scaphisoma laeviusculum (Reitter, 1898)
- Scaphisoma laminatum Löbl, 1972
- Scaphisoma lannaense Löbl, 1990
- Scaphisoma lateapicale (Pic, 1926)
- Scaphisoma latenigrum (Pic, 1946)
- Scaphisoma laterufum (Pic, 1954)
- Scaphisoma latipenne (Pic, 1921)
- Scaphisoma latitarse Löbl, 2012
- Scaphisoma latro Löbl, 2000
- Scaphisoma leai Löbl, 1977
- Scaphisoma lectum Löbl, 2019
- Scaphisoma lepesmei (Pic, 1942)
- Scaphisoma lepidum Löbl, 1990
- Scaphisoma leucopyga (Champion, 1927)
- Scaphisoma liangtangi Löbl, 2019
- Scaphisoma liberum (Pic, 1918)
- Scaphisoma lienhardi Löbl & Ogawa, 2016
- Scaphisoma liliput Löbl & Ogawa, 2016
- Scaphisoma liliputanum Löbl, 1977
- Scaphisoma limbatum Erichson, 1845
- Scaphisoma lineare Löbl & Ogawa, 2016
- Scaphisoma lineatopunctatum (Pic, 1916)
- Scaphisoma linum Löbl, 2000
- Scaphisoma loebli Tamanini, 1969
- Scaphisoma lombokense Löbl, 1986
- Scaphisoma longicolle A. Matthews, 1888
- Scaphisoma longicorne Löbl, 1977
- Scaphisoma longiusculum Löbl, 2012
- Scaphisoma loriai Löbl, 1975
- Scaphisoma lucens Löbl, 1977
- Scaphisoma luctans Löbl, 1986
- Scaphisoma luctuosum Löbl, 1986
- Scaphisoma lunabianum Löbl & Ogawa, 2016
- Scaphisoma lunatum A. Matthews, 1888
- Scaphisoma luteipes Oberthür, 1883
- Scaphisoma luteomaculatum (Pic, 1915)
- Scaphisoma luteopygidiale (Pic, 1947)
- Scaphisoma luzonicum (Pic, 1926)
- Scaphisoma maculatum (Pic, 1920)
- Scaphisoma maculiger Löbl, 1975
- Scaphisoma maculosum Löbl & Ogawa, 2016
- Scaphisoma madagascariense (Achard, 1920)
- Scaphisoma mahense (Scott, 1922)
- Scaphisoma maindroni (Achard, 1920)
- Scaphisoma malaccanum (Pic, 1915)
- Scaphisoma malayanum Löbl, 1986
- Scaphisoma malignum Löbl, 1986
- Scaphisoma maramag Löbl & Ogawa, 2016
- Scaphisoma marshallae Löbl, 1987
- Scaphisoma mascareniense (Vinson, 1943)
- Scaphisoma mauritiense (Vinson, 1943)
- Scaphisoma mediofasciatum (Reitter, 1908)
- Scaphisoma medium Löbl, 2003
- Scaphisoma mendax Löbl, 1980
- Scaphisoma meracum Löbl, 1990
- Scaphisoma michaeli Löbl, 2003
- Scaphisoma migrator Löbl, 2000
- Scaphisoma mimicum Löbl, 1986
- Scaphisoma minax Löbl, 1986
- Scaphisoma mindanaosum (Pic, 1926)
- Scaphisoma minus Löbl, 1997
- Scaphisoma minutipenis Löbl & Ogawa, 2016
- Scaphisoma minutissimum (Champion, 1927)
- Scaphisoma minutulum Löbl, 1997
- Scaphisoma minutum (Achard, 1920)
- Scaphisoma mirandum Löbl, 1990
- Scaphisoma mirum Löbl & Ogawa, 2016
- Scaphisoma mocquerysi (Achard, 1920)
- Scaphisoma modestum Löbl, 1981
- Scaphisoma modicum Löbl, 1984
- Scaphisoma modiglianii (Pic, 1920)
- Scaphisoma montanellum (Vinson, 1943)
- Scaphisoma monticola (Löbl, 1987)
- Scaphisoma montivagum Löbl & Ogawa, 2016
- Scaphisoma morator Löbl, 2019
- Scaphisoma morosum Löbl, 1990
- Scaphisoma mucronatum Löbl, 1980
- Scaphisoma murphyi Löbl, 1981
- Scaphisoma murutum Löbl, 1987
- Scaphisoma mussardi Löbl, 1971
- Scaphisoma mutator Löbl, 2000
- Scaphisoma nabiluanum Löbl & Ogawa, 2016
- Scaphisoma nakanei Löbl, 1980
- Scaphisoma nanellum Löbl & Ogawa, 2016
- Scaphisoma nanulum Löbl, 1973
- Scaphisoma napu Löbl, 1983
- Scaphisoma natalense (Pic, 1937)
- Scaphisoma neboissi Löbl, 1977
- Scaphisoma nebulosoides Löbl, 1997
- Scaphisoma nebulosum A. Matthews, 1888
- Scaphisoma necopinum Löbl, 1986
- Scaphisoma nefastum Löbl, 1986
- Scaphisoma neglectum Löbl, 2003
- Scaphisoma negligens Löbl, 1986
- Scaphisoma neotropicale A. Matthews, 1888
- Scaphisoma nepalense Löbl, 1992
- Scaphisoma nevermanni (Pic, 1937)
- Scaphisoma niasense (Pic, 1915)
- Scaphisoma nietneri Löbl, 1971
- Scaphisoma nigripenne Löbl, 2019
- Scaphisoma nigroapicale (Pic, 1955)
- Scaphisoma nigrofasciatum (Pic, 1915)
- Scaphisoma nigroplagatum (Achard, 1920)
- Scaphisoma nigrum Löbl, 1986
- Scaphisoma nilgiriense Löbl, 2003
- Scaphisoma nima Löbl, 1992
- Scaphisoma nishikawai Löbl & Ogawa, 2016
- Scaphisoma nitidulum (Zayas, 1988)
- Scaphisoma notatum Löbl, 1986
- Scaphisoma notulum (Fauvel, 1903)
- Scaphisoma novaecaledonicum Löbl, 1977
- Scaphisoma novicum Blackburn, 1891
- Scaphisoma nugator (Casey, 1900)
- Scaphisoma nushanense Löbl, 2019
- Scaphisoma obenbergeri Löbl, 1963
- Scaphisoma obliquemaculatum Motschulsky, 1863
- Scaphisoma oblongum (Pic, 1916)
- Scaphisoma obscurum Löbl & Ogawa, 2016
- Scaphisoma occidentale Champion, 1913
- Scaphisoma ochropenne Löbl & Ogawa, 2016
- Scaphisoma ogawai Löbl, 2018
- Scaphisoma onychionum Löbl, 1986
- Scaphisoma opacum Löbl & Ogawa, 2016
- Scaphisoma operosum Löbl, 1990
- Scaphisoma opochtli Fierros-López, 2006
- Scaphisoma oppositum Löbl, 2000
- Scaphisoma ornatipenne Löbl, 1975
- Scaphisoma ornatum Fall, 1910
- Scaphisoma oviforme Löbl & Ogawa, 2016
- Scaphisoma palawanum (Pic, 1926)
- Scaphisoma paliferum Löbl, 1984
- Scaphisoma pallens Löbl, 1981
- Scaphisoma palposum Löbl, 2011
- Scaphisoma palu Löbl, 1983
- Scaphisoma palumboi (Ragusa, 1892)
- Scaphisoma pandanum Löbl & Ogawa, 2016
- Scaphisoma papuanum Löbl, 1975
- Scaphisoma papuum (Löbl, 1975)
- Scaphisoma paraboleti Löbl, 1993
- Scaphisoma parasolutum Löbl, 2000
- Scaphisoma paravarium Löbl, 2000
- Scaphisoma pauliani Pic, 1942
- Scaphisoma pauloatrum (Pic, 1954)
- Scaphisoma pecki Löbl, 1982
- Scaphisoma pellax Löbl, 2018
- Scaphisoma penangense Löbl, 1986
- Scaphisoma peninsulare Horn, 1894
- Scaphisoma peraffine Löbl, 1986
- Scaphisoma peraffirmatum Löbl, 2015
- Scaphisoma perbrincki Löbl, 1971
- Scaphisoma perdecorum Löbl, 2015
- Scaphisoma peregrinum Löbl, 2015
- Scaphisoma perelegans Blackburn, 1903
- Scaphisoma perfectum Löbl, 2015
- Scaphisoma perforatum (Pic, 1926)
- Scaphisoma perkinsi Scott, 1908
- Scaphisoma perleve Löbl, 2015
- Scaphisoma perminutum Löbl, 2015
- Scaphisoma permixtum Löbl, 2015
- Scaphisoma permutatum Löbl, 2015
- Scaphisoma perpusillum Löbl, 1973
- Scaphisoma perrieri (Achard, 1920)
- Scaphisoma persimilans Löbl, 2015
- Scaphisoma persimile Löbl, 1977
- Scaphisoma perturbator Löbl, 2015
- Scaphisoma peterseni Löbl, 1971
- Scaphisoma phalacroide (Pic, 1920)
- Scaphisoma philippinense Oberthür, 1883
- Scaphisoma phungi (Pic, 1922)
- Scaphisoma piceicolle (Pic, 1930)
- Scaphisoma piceonotatum (Pic, 1930)
- Scaphisoma pici Löbl, 1979
- Scaphisoma pictum Motschulsky, 1863
- Scaphisoma pinnigerum Löbl, 1992
- Scaphisoma planum Löbl, 1977
- Scaphisoma pocsi Löbl, 1981
- Scaphisoma politum MacLeay, 1871
- Scaphisoma portevini (Pic, 1920)
- Scaphisoma poussereaui Löbl, 2015
- Scaphisoma praesigne Löbl, 1992
- Scaphisoma prehensor (Champion, 1927)
- Scaphisoma pressum Löbl, 1990
- Scaphisoma promptum Löbl, 1977
- Scaphisoma propinquum Löbl, 1977
- Scaphisoma prostratum Löbl, 2003
- Scaphisoma providum Löbl, 2019
- Scaphisoma proximum Löbl, 2019
- Scaphisoma pseudamabile Löbl, 1990
- Scaphisoma pseudantennatum Löbl, 2000
- Scaphisoma pseudasper Löbl, 2019
- Scaphisoma pseudatrox Löbl, 1990
- Scaphisoma pseudodelictum Löbl, 1986
- Scaphisoma pseudofasciatum Löbl, 1975
- Scaphisoma pseudokalabitum Löbl & Ogawa, 2016
- Scaphisoma pseudorubellum Löbl, 1977
- Scaphisoma pseudorufum Löbl, 1986
- Scaphisoma pseudosolutum Löbl, 2000
- Scaphisoma pseudovarium Löbl, 2000
- Scaphisoma pulchellum Löbl, 1986
- Scaphisoma pulchrum Löbl & Ogawa, 2016
- Scaphisoma punctaticolle Löbl, 1980
- Scaphisoma punctatipenne (Pic, 1916)
- Scaphisoma punctatissimum A. Matthews, 1888
- Scaphisoma punctatum (Pic, 1915)
- Scaphisoma puncticolle A. Matthews, 1888
- Scaphisoma punctulatipenne Löbl, 1997
- Scaphisoma punctulatum LeConte, 1860
- Scaphisoma pusillum LeConte, 1860
- Scaphisoma puthzi Löbl, 1986
- Scaphisoma quadratum Oberthür, 1883
- Scaphisoma quadrifasciatum Löbl, 1986
- Scaphisoma quadrimaculatum (Pic, 1922)
- Scaphisoma quadripunctatum (Pic, 1956)
- Scaphisoma queenslandicum Blackburn, 1903
- Scaphisoma raffrayi (Pic, 1916)
- Scaphisoma ramosum Löbl, 1972
- Scaphisoma rarum Löbl, 1971
- Scaphisoma rasum Löbl, 1977
- Scaphisoma regulare Löbl, 2019
- Scaphisoma remingtoni Löbl, 1974
- Scaphisoma renominatum Löbl, 1975
- Scaphisoma repandum Casey, 1893
- Scaphisoma reticulatum Löbl, 1973
- Scaphisoma riedeli Löbl, 2014
- Scaphisoma robustum (Pic, 1955)
- Scaphisoma rodolphei (Pic, 1946)
- Scaphisoma rougemonti Löbl, 1984
- Scaphisoma rouyeri (Pic, 1916)
- Scaphisoma ruandanum (Pic, 1955)
- Scaphisoma rubellum (Vinson, 1943)
- Scaphisoma rubens Casey, 1893
- Scaphisoma rubripenne Löbl, 2003
- Scaphisoma rubripes (Pic, 1920)
- Scaphisoma rubrum Reitter, 1877
- Scaphisoma rufescens (Pic, 1920)
- Scaphisoma ruficeps (Pic, 1916)
- Scaphisoma ruficolle (Pic, 1915)
- Scaphisoma ruficolor (Pic, 1916)
- Scaphisoma rufifrons Fairmaire, 1898
- Scaphisoma rufipenne (Pic, 1916)
- Scaphisoma rufithorax (Pic, 1930)
- Scaphisoma rufoides Löbl, 1975
- Scaphisoma rufonotatum Pic, 1926
- Scaphisoma rufopiceum Löbl, 2019
- Scaphisoma rufulum LeConte & J.L., 1860
- Scaphisoma rufum (Achard, 1923)
- Scaphisoma rugosum Löbl, 1973
- Scaphisoma ruzickai Löbl, 2019
- Scaphisoma sadang Löbl, 1983
- Scaphisoma sagax Löbl & Ogawa, 2016
- Scaphisoma sakaii Löbl, 1988
- Scaphisoma sakaiorum Löbl, 1987
- Scaphisoma sapitense (Pic, 1915)
- Scaphisoma sasagoense Löbl, 1965
- Scaphisoma satoi Löbl, 1982
- Scaphisoma scabiosum Löbl, 1986
- Scaphisoma scapulare Löbl & Ogawa, 2016
- Scaphisoma schmidti (Pic, 1937)
- Scaphisoma schoutedeni (Pic, 1928)
- Scaphisoma schuelkei Löbl, 2019
- Scaphisoma scurrile Löbl & Ogawa, 2016
- Scaphisoma segne Löbl, 1990
- Scaphisoma semialutaceum (Pic, 1930)
- Scaphisoma semibreve Löbl, 2014
- Scaphisoma semiopacum Fall, 1910
- Scaphisoma seorsum (Löbl, 1965)
- Scaphisoma serosum Löbl, 2000
- Scaphisoma serpens Löbl, 2000
- Scaphisoma sesaotense Löbl, 1986
- Scaphisoma sexuale Löbl, 1972
- Scaphisoma shavrini Löbl, 2018
- Scaphisoma siamense Löbl, 1990
- Scaphisoma signaticolle Löbl & Ogawa, 2016
- Scaphisoma signum Löbl, 2000
- Scaphisoma sikkimense Löbl, 1992
- Scaphisoma silhouettae (Scott, 1922)
- Scaphisoma simillimum Löbl, 1970
- Scaphisoma simplex Löbl, 1972
- Scaphisoma simplexoides Löbl & Ogawa, 2016
- Scaphisoma simplicipenis Löbl, 1992
- Scaphisoma simulans Löbl, 1973
- Scaphisoma singaporense Löbl, 1986
- Scaphisoma sinuatum Löbl & Ogawa, 2016
- Scaphisoma skanda Löbl, 1979
- Scaphisoma solutum Löbl, 1990
- Scaphisoma soror Löbl, 1970
- Scaphisoma spatulatum Löbl, 2015
- Scaphisoma spatuloides Löbl & Ogawa, 2016
- Scaphisoma spiniger Löbl, 1981
- Scaphisoma spinosum Löbl, 2015
- Scaphisoma spissum Löbl, 1990
- Scaphisoma spurium Löbl, 1971
- Scaphisoma stephani Leschen & Löbl, 1990
- Scaphisoma stictum Löbl, 1977
- Scaphisoma stigmatipenne (Heller, 1917)
- Scaphisoma striolatum (Vinson, 1943)
- Scaphisoma styloides Löbl, 2000
- Scaphisoma subalpinum Reitter, 1881
- Scaphisoma subanun Löbl & Ogawa, 2016
- Scaphisoma subapicale Löbl, 2019
- Scaphisoma subconvexum (Pic, 1926)
- Scaphisoma subelongatulum Löbl, 1997
- Scaphisoma subfasciatum (Pic, 1926)
- Scaphisoma subgracile Löbl & Ogawa, 2016
- Scaphisoma sublimbatum Löbl, 1977
- Scaphisoma submaculatum (Pic, 1920)
- Scaphisoma subplanatum Löbl & Ogawa, 2016
- Scaphisoma subpunctulum Löbl & Ogawa, 2016
- Scaphisoma subtile Löbl, 2000
- Scaphisoma suknense Löbl, 1986
- Scaphisoma sulcatum Löbl, 1975
- Scaphisoma sumatranum Löbl, 1975
- Scaphisoma sumpichi Löbl, 2018
- Scaphisoma surigaosum (Pic, 1926)
- Scaphisoma surya Löbl, 1986
- Scaphisoma suspiciosum Löbl, 2000
- Scaphisoma suthepense Löbl, 1990
- Scaphisoma suturale LeConte, 1860
- Scaphisoma swapna Löbl, 1979
- Scaphisoma tagalog Löbl & Ogawa, 2016
- Scaphisoma taiwanum Löbl, 1980
- Scaphisoma tamaninii Löbl, 1965
- Scaphisoma tannaense Löbl, 1978
- Scaphisoma tarsale Löbl, 2015
- Scaphisoma taylori Löbl, 1975
- Scaphisoma telnovi Löbl & Ogawa, 2017
- Scaphisoma teres Löbl, 1977
- Scaphisoma terminatum Melsheimer, 1844
- Scaphisoma testaceiventre (Pic, 1928)
- Scaphisoma testaceomaculatum (Pic, 1915)
- Scaphisoma tetrastictum (Champion, 1927)
- Scaphisoma tetratomum Löbl, 2019
- Scaphisoma thoracicum A. Matthews, 1888
- Scaphisoma tonkineum (Pic, 1922)
- Scaphisoma tortile Löbl, 1984
- Scaphisoma toxopeusi Löbl, 1976
- Scaphisoma transforme Löbl, 1984
- Scaphisoma transparens Löbl, 1973
- Scaphisoma transversale Löbl & Ogawa, 2016
- Scaphisoma tricolor (Heller, 1917)
- Scaphisoma tricoloratum Löbl & Ogawa, 2016
- Scaphisoma tricolorinotum Löbl & Ogawa, 2016
- Scaphisoma tricoloripenne Löbl & Ogawa, 2016
- Scaphisoma tricoloroides Löbl, 1975
- Scaphisoma tricuspidatum Löbl, 2019
- Scaphisoma tridens Löbl & Ogawa, 2016
- Scaphisoma tridentatum Löbl, 1975
- Scaphisoma trifurcatum Löbl & Ogawa, 2016
- Scaphisoma trilobatum Löbl, 1981
- Scaphisoma trilobum Löbl & Ogawa, 2016
- Scaphisoma trimaculatum Löbl & Ogawa, 2016
- Scaphisoma triste Löbl, 1975
- Scaphisoma tropicum Kirsch, 1873
- Scaphisoma tumidum Löbl, 2019
- Scaphisoma turkomanorum Reitter, 1887
- Scaphisoma uncinatum Löbl, 2019
- Scaphisoma unicolor (Achard, 1923)
- Scaphisoma unifasciatum (Pic, 1956)
- Scaphisoma uniforme Löbl, 1986
- Scaphisoma unimaculatum Löbl, 1975
- Scaphisoma vagans Löbl, 1990
- Scaphisoma vagenotatum (Pic, 1926)
- Scaphisoma valens Löbl, 1990
- Scaphisoma validum Löbl, 1973
- Scaphisoma variabile Löbl, 1981
- Scaphisoma varians Löbl, 1992
- Scaphisoma varium Löbl, 1986
- Scaphisoma velox Löbl, 1990
- Scaphisoma vernicatum (Achard, 1920)
- Scaphisoma versicolor Fierros-López, 2006
- Scaphisoma versicoloreum Löbl, 2018
- Scaphisoma vestigator Löbl, 2000
- Scaphisoma vexator Löbl, 2000
- Scaphisoma vicinum (Pic, 1930)
- Scaphisoma viduum Löbl, 1973
- Scaphisoma vietum Löbl, 1977
- Scaphisoma villiersi (Pic, 1942)
- Scaphisoma viti Löbl, 1986
- Scaphisoma volitatum Löbl, 2000
- Scaphisoma weigeli Löbl, 2019
- Scaphisoma werneri Löbl & Ogawa, 2016
- Scaphisoma wolong Löbl, 2000
- Scaphisoma wrasei Löbl, 2019
- Scaphisoma yapense Löbl, 1981
- Scaphisoma zimmermani Löbl, 1977
- Scaphisoma ziweii Löbl, 2019

Le nom Sphaeridium pulicarium Rossi, 1792, recombiné en Scaphisoma pulicarium (Rossi, 1792), est un nomen dubium dont le type n'a pas pu être retrouvé.